# Fessenheim-le-Bas
Fessenheim-le-Bas je občina v departmaju Bas-Rhin francoske regije Alzacija.
Leta 2012 je v občini živelo 534 oseb oz. 108 oseb/km².